# Мілутин (Кнежевич)
Мілутин (в миру Михайло Кнежевич; серб. Михаило Кнежевић; 10 січня 1949, село Міячі, Колубарський округ, Сербія — 30 березня 2020, Белград) — єпископ Сербської православної церкви, єпископ Валевський. Загинув, заразившись коронавірусом COVID-19..

## Життєпис
Народився 10 січня 1949 в селі Міячі під Валєво, в родині Мілорада і Цвєти (уродженої Петрович).
У 14-річному віці прийшов у Монастир Каона.
У 1967 вступив у чернечу школу в Острозькому монастирі, після закінчення якої повернувся в Каону.
У Каонському монастирі був послушником до 26 жовтня 1968, коли єпископ Шабацький і Валевський Іоанн Велимирович постриг його в чернецтво в монастирі Петковіца. Наступного дня в тій же обителі єпископ Іоанн висвятив Кнежевича в сан диякона, а десять днів по тому, 8 листопада в Осечині, у сан ієромонаха.
Закінчив Духовну семінарію святого Савви в Белграді, після чого навчався на Богословському факультеті Белградського університету, а продовжив — на факультеті святого Сави в Лібертівіллі.
Протягом 6 місяців служив секретарем Канадської єпархії та ще 6 місяців парафіяльним священиком в Ніагарі, США. Після повернення на батьківщину призначений настоятелем Каонського монастиря.
У 1979 ієромонах Мілутин відвідав Храм Гробу Господнього в Єрусалимі, аби вклонитися йому.
У 1981 єпископ Іоанн звів його в сан синкела, а в 1987 — протосинкела.
У 1994 єпископом Шабацьким і Вальвським Лаврентієм Трифуновичем возведений в сан ігумена.
Також піклувався про монастир святого Миколая в Леличі.
7 лютого 1996 Кнежевича обрано старійшиною над обома монастирями — Каонським і Лелицьким.
17 жовтня 1998 возведений у сан архімандрита.
17 травня 1999 поставлений архієрейським намісником (благочинним) Посаво-Тамнавського архієрейського намісництва.
У травні 2003 рішенням Священного Архієрейського Собору обраний єпископом Австралійським і Новозеландським.
20 липня 2003 в Соборній Церкві в Белграді хіротонізований на єпископа Австралійського і Новозеландського. Хіротонію здійснили: Патріарх Сербський Павло, митрополит Дабро-Боснійський Миколай, митрополит Чорногірський і Приморський Амфілохій Радович, єпископ Американський і Канадський Лонгин Крчо, єпископ Шабацький і Валевський Лаврентій Трифунович, єпископ Нишський Іриней Гаврилович, єпископ Бачський Іриней Булович, єпископ Канадський Георгій Джокич, єпископ Британський і Скандинавський Досифей Мотіка.
30 грудня того ж року в Саввинському монастирі в Канберрі відбулася його інтронізація, яку очолив його попередник в Австралії єпископ Никанор Богунович.
27 травня 2006 єпископ Мілутин призначений на відновлену Валевську кафедру. Його інтронізація відбулася 26 вересня у Валєво.
3 червня 2013 постраждав у автокатастрофі на шосе Белград — Ниш неподалік від Крнева, повертаючись зі святкування 1700-річчя Міланського едикту в Ниші.